# Saison 2 de Night Shift
Chronologie
Saison 1 Saison 3
Cet article présente le guide des épisodes de la deuxième saison de la série télévisée américaine Night Shift.

## Généralités
- Le 1er juillet 2014, NBC renouvelle la série pour une seconde saison composée de quatorze épisodes[1].
- Au Canada, la saison a été diffusée en simultané sur le réseau Global.
- En France, la saison a été diffusée du 2 novembre 2015 au 21 décembre 2015 sur Série Club.

## Distribution

### Acteurs principaux
- Eoin Macken (VF : Marc Arnaud) : Dr T. C. Callahan
- Jill Flint (VF : Marie Chevalot) : Dr Jordan Alexander
- Freddy Rodríguez (VF : Pascal Nowak) : Dr Michael Ragosa
- Ken Leung (VF : Laurent Morteau) : Dr Topher Zia
- Brendan Fehr (VF : Franck Lorrain) : Dr Drew Alister
- Jeananne Goossen (VF : Kelly Marot) : Dr Krista Bell-Hart
- JR Lemon (en) (VF : Nessym Guetat) : infirmier Kenny Fournette
- Robert Bailey Jr. (en) (VF : Eilias Changuel) : Dr Paul Cummings

### Acteurs récurrents et invités
- Scott Wolf (VF : Cédric Dumond) : Dr Scott Clemmens
- Luke Macfarlane (VF : Sébastien Ossard) : Rick Lincoln, soldat (épisodes 4, 10, 13 et 14)
- Adam Rodríguez (VF : Cyrille Artaux) : Dr Joseph « Joey » Chavez[2] (épisodes 1 à 6)
- Merle Dandridge (VF : Laura Zichy) : Gwen Gaskin[3]
- Sarah Jane Morris (VF : Stéphanie Lafforgue) : Annie Callahan[4] (épisodes 5 et 7)
- Timothy Busfield : Shane[5] (épisode 11)
- Melissa Gilbert : Lindsay[5] (épisode 11)
- Michelle Obama : elle-même[6] (épisode 12)
- Jill Biden : elle-même[6] (épisode 12)
- Melanie Johnson (VF : Céline Legendre-Herda) : Nurse Joanna (épisodes 4 et 6)

## Épisodes

### Épisode 1:Opérer en musique
- États-Unis /  Canada : 23 février 2015 sur NBC[7] / Global
- France : 
  - 2 novembre 2015 sur Série Club
  - 20 avril 2016 sur TF1
- Belgique : 20 novembre 2015 sur RTL-TVI
- Québec : 4 janvier 2016 sur Moi & Cie Télé[8]

- États-Unis : 5,52 millions de téléspectateurs[9] (première diffusion)

Beaucoup de choses ont changé depuis le dernier épisode et les réponses n'arrivent qu'au compte goutte. TC ne travaille plus aux urgences, il a été suspendu pour son burn-out post guerre. Topher, bien remis de ses blessures, est devenu le nouveau responsable des urgences de nuit. Jordan, mise en examen à la suite de sa négligence sur la prise en charge du tireur, a été démise de ses fonctions et n'est plus avec Scott.

### Épisode 2:Bizutage
- États-Unis /  Canada : 2 mars 2015 sur NBC / Global
- France :
  - 2 novembre 2015 sur Série Club
  - 27 avril 2016 sur TF1
- Belgique : 20 novembre 2015 sur RTL-TVI
- Québec : 11 janvier 2016 sur Moi & Cie Télé

- États-Unis : 6,13 millions de téléspectateurs[10] (première diffusion)

### Épisode 3:Mariages en urgence
- États-Unis /  Canada : 9 mars 2015 sur NBC / Global
- France : 
  - 9 novembre 2015 sur Série Club
  - 27 avril 2016 sur TF1
- Belgique : 27 novembre 2015 sur RTL-TVI
- Québec : 18 janvier 2016 sur Moi & Cie Télé

- États-Unis : 5,45 millions de téléspectateurs[11] (première diffusion)

### Épisode 4:Les Dernières Volontés
- États-Unis /  Canada : 16 mars 2015 sur NBC / Global
- France : 
  - 9 novembre 2015 sur Série Club
  - 4 mai 2016 sur TF1
- Belgique : 27 novembre 2015 sur RTL-TVI
- Québec : 25 janvier 2016 sur Moi & Cie Télé

- États-Unis : 5,36 millions de téléspectateurs[12] (première diffusion)
- Canada : 945 000 téléspectateurs[13] (première diffusion + différé 7 jours)

### Épisode 5:En confinement
- États-Unis /  Canada : 23 mars 2015 sur NBC / Global
- France : 
  - 16 novembre 2015 sur Série Club
  - 4 mai 2016 sur TF1
- Belgique : 4 décembre 2015 sur RTL-TVI
- Québec : 1er février 2016 sur Moi & Cie Télé

- États-Unis : 5,44 millions de téléspectateurs[14] (première diffusion)

Gwen, T.C et Drew sont sur la scène d'un multi-accident de la route.
La belle-sœur de T.C vient lui rendre visite. ce qui risque de l'entraîner vers ses mauvais démons.

### Épisode 6:L'Art du tact
- États-Unis /  Canada : 24 mars 2015 sur NBC / Global
- France : 
  - 16 novembre 2015 sur Série Club
  - 11 mai 2016 sur TF1
- Belgique : 4 décembre 2015 sur RTL-TVI
- Québec : 8 février 2016 sur Moi & Cie Télé

- États-Unis : 4,04 millions de téléspectateurs[14] (première diffusion)

### Épisode 7:Petites cachotteries
- États-Unis /  Canada : 30 mars 2015 sur NBC / Global
- France : 
  - 23 novembre 2015 sur Série Club
  - 18 mai 2016 sur TF1
- Belgique : 11 décembre 2015 sur RTL-TVI
- Québec : 15 février 2016 sur Moi & Cie Télé

- États-Unis : 5,04 millions de téléspectateurs[15] (première diffusion)

### Épisode 8:Projets d'avenir
- États-Unis /  Canada : 6 avril 2015 sur NBC / Global
- France : 
  - 23 novembre 2015 sur Série Club
  - 18 mai 2016 sur TF1
- Belgique : 11 décembre 2015 sur RTL-TVI
- Québec : 22 février 2016 sur Moi & Cie Télé

- États-Unis : 5,53 millions de téléspectateurs[16] (première diffusion)

### Épisode 9:Être parent
- États-Unis /  Canada : 13 avril 2015 sur NBC / Global
- France :
  - 30 novembre 2015 sur Série Club
  - 25 mai 2016 sur TF1
- Belgique : 18 décembre 2015 sur RTL-TVI
- Québec : 29 février 2016 sur Moi & Cie Télé

- États-Unis : 5,52 millions de téléspectateurs[17] (première diffusion)

### Épisode 10:Des gens responsables
- États-Unis /  Canada : 20 avril 2015 sur NBC / Global
- France :
  - 30 novembre 2015 sur Série Club
  - 25 mai 2016 sur TF1
- Belgique : 18 décembre 2015 sur RTL-TVI
- Québec : 7 mars 2016 sur Moi & Cie Télé

- États-Unis : 5,37 millions de téléspectateurs[18] (première diffusion)

### Épisode 11:Le Prix de la confiance
- États-Unis /  Canada : 27 avril 2015 sur NBC / Global
- France : 
  - 7 décembre 2015 sur Série Club
  - 1er juin 2016 sur TF1
- Québec : 14 mars 2016 sur Moi & Cie Télé
- Belgique : 23 mai 2016 sur RTL-TVI

- États-Unis : 4,94 millions de téléspectateurs[19] (première diffusion)

### Épisode 12:Derrière les apparences
- États-Unis /  Canada : 4 mai 2015 sur NBC / Global
- France : 
  - 14 décembre 2015 sur Série Club
  - 1er juin 2016 sur TF1
- Québec : 21 mars 2016 sur Moi & Cie Télé
- Belgique : 23 mai 2016 sur RTL-TVI

- États-Unis : 5,33 millions de téléspectateurs[20] (première diffusion)

### Épisode 13:Sombre crépuscule
- États-Unis /  Canada : 11 mai 2015 sur NBC / Global
- France : 
  - 14 décembre 2015 sur Série Club
  - 8 juin 2016 sur TF1
- Québec : 28 mars 2016 sur Moi & Cie Télé
- Belgique : 30 mai 2016 sur RTL-TVI

- États-Unis : 4,92 millions de téléspectateurs[21] (première diffusion)

### Épisode 14:Les Lueurs de l'aube
- États-Unis /  Canada : 18 mai 2015 sur NBC / Global
- France : 
  - 21 décembre 2015 sur Série Club
  - 8 juin 2016 sur TF1
- Québec : 4 avril 2016 sur Moi & Cie Télé
- Belgique : 30 mai 2016 sur RTL-TVI

- États-Unis : 5,2 millions de téléspectateurs[22] (première diffusion)